# Finch (band)
Finch (1974 – 1978) was een Nederlandse rockgroep, die internationale naam maakte en bleef maken, vele jaren na hun laatste concert op 14 november 1978 in het Congresgebouw van Den Haag.
Finch werd opgericht door basgitarist Peter Vink, drummer Beer Klaasse en gitarist Joop van Nimwegen. De eerste twee werkten eerder samen in Q65. Muzikaal leider was Joop van Nimwegen. Bij gebrek aan een goede zanger, werd besloten instrumentale symfonische rock te maken. Als toetsenist werd Paul Vink van de Swinging Soul Machine aangetrokken maar nog tijdens de repetities werd hij vervangen door Cleem Determeijer, destijds nog student aan het Rotterdams Conservatorium.
Het eerste album, Glory Of The Inner Force (geproduceerd door Roy Beltman), werd niet alleen in Nederland uitgebracht, maar ook in de Verenigde Staten door Atlantic. Het kreeg goede kritieken. Determeijer wilde zich echter concentreren op zijn pianostudie en werd daarom vervangen door Ad Wammes. Het tweede album, 'Beyond Expression', werd LP van de week bij Radio Veronica.
De band maakte een langzame doorbraak, met tours in Nederland, België en Duitsland als voorprogramma van de Jan Akkerman Band. De frequente veranderingen in de bezetting maakten het echter onmogelijk door te blijven gaan. Toen in 1978 ook Joop van Nimwegen wilde stoppen, ging de band uit elkaar. De drie albums blijven internationaal in de belangstelling bij liefhebbers van klassieke en progressieve rock.

## Discografie

### Albums
- 1975 - Glory Of The Inner Force - Negram NR 107 (Nederland) en Atlantic (VS)
- 1976 - Beyond Expression - Negram NK 203 (Nederland)
- 1977 - Galleons Of Passion - Bubble 25 597 XOT (Nederland), Rockburgh (VK)
- 2012 - Vita Dominica - Pseudonym Records VP99.038 LP, met live-opnamen uit 1975 door de VPRO opgenomen in poppodium De Tagrijn te Hilversum en een demo-opname.

### Singles
- 1975 - Colossus, Part 1 / Colussus, Part 2 -  Negram NG 2024 (Nederland)